# 金馬站
金馬站（越南语：／*/?）位於越南首都河內市巴亭郡玉慶坊，是河內都市鐵路3號線的一個車站，預計2027年開業。

## 車站結構
本站為島式車站。
| 1 | ●3號線 | ← 紙橋，呠   |
| 2 | ●3號線 | 吉靈，河內 → |

## 接駁交通
- 河內BRT：01系統

## 鄰近地點
- 日本駐越南大使館

## 外部連結
- 金馬站（河內都市鐵路的官方網站） （页面存档备份，存于）